# 8307 Peltan
8307 Peltan è un asteroide della fascia principale. Scoperto nel 1995, presenta un'orbita caratterizzata da un semiasse maggiore pari a 2,1642977 UA e da un'eccentricità di 0,1084118, inclinata di 5,20193° rispetto all'eclittica.
L'asteroide è stato dedicato dalla scopritrice alla propria famiglia d'origine, in particolare al padre Bohuslav, al fratello Jiří, alla cognata Adéla e ai nipoti Petr e Libor.